# محمد ال مسعود
محمد ال مسعود، مغني ومقدم تلفزيوني، حاصل علي بكالوريوس الإعلام تخصص الإذاعة والتلفزيون من جامعة الأمام محمد بن سعود، وقد غني العديد من الأغاني، وشارك في العديد من الكليبات الموسيقية، والمهرجات الغنائية، وقدم برامج تلفزيونية مثل برنامج المعزب الرمضاني عام 2018.

## قائمة بالأعمال الفنية
الأغاني التي قام بأدائها أو شارك بها:
| الأغنية        | الكاتب                             | سنة النشر |
| -------------- | ---------------------------------- | --------- |
| حدوني          | مجدل بن ربيع آل مسعود              | 2017      |
| محيط الثلج     | سلطان الخنفري                      | 2017      |
| ازرع بنفسك ثقه | مجدل بن ربيع آل مسعود              | 2017      |
| لاتحرموني      | منيف الخمشي                        | 2017      |
| على شانك       | منيف الخمشي                        | 2017      |
| عالم خيالي     | راجح الحراثي                       | 2017      |
| ساعي البريد    | هزاع بن سمرة                       | 2017      |
| عشقي ازرق      | منيف الخمشي                        | 2017      |
| اختلاط المشاعر | سعد السبيعي                        | 2017      |
| ديار زايد      | جاسم العبيدلي                      | 2018      |
| عندك سلف       | بلال الماضي                        | 2018      |
| قراري          | سعيد بن درعان                      | 2018      |
| ياليالي        | إبراهيم الطائفي و عبد الرحمن التاج | 2018      |
| وش القصه       | محسن بن تركي                       | 2019      |
| انا بكيت       | حسين بن ذرو                        | 2019      |
| اسف            | فهد بن شويمي                       | 2020      |
| انا الزهيد     | فهد العدواني                       | 2020      |
| استمتعي        | رايد الحنتوشي                      | 2021      |
| واجد تغيرت     | حسين بن ذروة                       | 2021      |
| كرامة الإنسان  | الدكتور ذيب المزروعي               | 2024      |
| رباه سبحانك    | سعود الوهابي                       | 2024      |

الفيديو كليب التي قام بأدائها أو شارك بها:
| أسم الكليب   | المنتج           | سنة الانتاج |
| ------------ | ---------------- | ----------- |
| البركة       | DAR NASAH        | 2017        |
| راقي بأخلاقي | مؤسسة نغم الفنية | 2018        |

المهرجانات التي شارك بها:
| المهرجان                   | البلد                    |
| -------------------------- | ------------------------ |
| مهرجان طريف للصقور         | السعودية                 |
| مهرجان خريف صلاله          | عُمان                     |
| مهرجان المدينة المنورة     | السعودية                 |
| اليوم الوطني في منطقة حائل | السعودية                 |
| مهرجان بيت الشعر           | الإمارات العربية المتحدة |